# Josef Brandstedt
Josef Vilhelm Brandstedt, född 6 april 1902 i Arboga, död 28 juni 1965 i Stockholm, var en svensk musiker (saxofon).  
Brandstedt var musikvolontär vid Västmanlands regemente och var anställd vid regementets musikkår tills förbandet drogs in 1925. 1928 flyttade han till Stockholm, där han spelade hos bland andra Karl Gerhard och Ernst Rolf. Han medverkade med musik i filmer som För hennes skull (1930) och Kungen kommer (1936), och hade även småroller i flera andra filmer, främst som musiker.
Från 1946 var Brandstedt anställd vid Skatteverket, där han arbetade till sin pension 1965.

## Filmografi roller
- 1931 – Röda dagen
- 1931 – Falska miljonären
- 1939 – Landstormens lilla Lotta